# Gino Montesanto
Gino Montesanto (Venezia, 21 gennaio 1922 – Roma, 5 luglio 2009) è stato uno scrittore e giornalista italiano.
(Gino Montesanto)
Veneto di nascita, ma formatosi in Romagna con il poeta Marino Moretti, inizia a scrivere giovanissimo e sotto le armi forma uno stretto sodalizio con un gruppo di intellettuali ed artisti che sarebbe proseguito per tutta la vita: Michele Prisco, Mario Pomilio, Enrico Accatino, Pietro Guida, Silvio Loffredo, Orseolo Torossi, Luca Desiato.
Laureatosi a Genova si trasferì quindi a Roma nel secondo dopoguerra, esercitando l'attività di scrittore e giornalista, iniziando una pluridecennale collaborazione con la RAI. Come scrittore, adotta uno stile narrativo di espressione realista e di forte matrice cattolica che lo avvicina, ma lo discosta dal percorso parallelo di Pier Paolo Pasolini. Consapevolmente si avvicina al modello narrativo di Dostoevskij.
Notevole la produzione letteraria, che lo porta per tre volte in finale al premio Campiello,  affermandosi come uno dei maggiori scrittori del dopoguerra. È inoltre vincitore del Premio Letterario Basilicata 1980.
Ha fondato la rivista Leggere, di cui è stato direttore, ed è stato capo redattore dal 1963 al 1965 della rivista La Fiera Letteraria. Ha lavorato anche come autore di programmi e come sceneggiatore per la RAI curando numerosi programmi culturali televisivi e radiofonici I giorni. Fu promotore e giurato del premio Soverato nel 1964.
Il suo archivio e la sua biblioteca sono oggi conservati a Cesenatico presso la Casa museo Marino Moretti.

## Opere
- Romanzi:
  - Sta in noi la giustizia, 1952; Gino Montesanto con l'artista Enrico Accatino
  - Cielo chiuso, 1956;
  - La cupola, 1966;
  - Il figlio, 1975;
  - Le impronte, 1980;
  - Così non sia, 1985;
  - Re di sabbia, 1991;

Gino Montesanto con l'artista Enrico Accatino

  - Sottovento, 2000 (Nino Aragno Editore).

- Altre opere:
  - Prima parte, 1972 (racconti);
  - Fino a Jùrmala, 1976 (diario di un viaggio in Unione Sovietica)
  - Date, 1988 (appunti di diario).